# 終りなき明日へ
『終りなき明日へ』（おわりなきあすへ）は、DOG FIGHTの4枚目のシングル及び3枚目のアルバム。

## シングル

### 内容
後述するアルバムの先行シングル。カップリング「BAD YOUTH DAY」のライブバージョンは同年4月29日の渋谷公会堂で演奏した模様を収録した。

### 収録曲
1. 終りなき明日へ
作詞：TAISHO　作曲：NAOKI　編曲：佐藤宣彦・DOG FIGHT
2. I feel alright
作詞：NAOKI　作曲：TAISHO　編曲：佐藤宣彦・DOG FIGHT
3. BAD YOUTH DAY（Live ver.）
作詞：TAISHO　作曲：NAOKI

## アルバム

### 内容
「DARKSIDE OUTSIDE」はKENが初めて作詞を担当した。しかし、これまでのアルバムの売上の中では最も低い。

4名目のシングル『終りなき明日へ』と、6枚目のシングルとして後にシングルカットされる『絆』（95年1月20日発売）が収録されている。

### 批評
CDジャーナルは「パンク色はほとんど消え、いい意味で、オーソドックスになった。男の切なさ、やり切れなさ、意地といったことが歌われる」と評した。

### 収録曲
全曲　編曲：佐藤宣彦・DOG FIGHT
1. 終りなき明日へ
作詞：TAISHO　作曲：NAOKI
2. 最後の夜
作詞：TAISHO　作曲：NAOKI
3. 逃亡者
作詞・作曲：TAISHO
4. Naked Boy
作詞：TAISHO　作曲：NAOKI
5. 10カウント鳴らす時は
作詞・作曲：NAOKI
6. 絆
作詞・作曲：TAISHO
7. DARKSIDE OUTSIDE
作詞：KEN　作曲：KEN・NAOKI
8. DESIRE
作詞・作曲：NAOKI
9. 飾らないハートで
作詞：TAISHO　作曲：NAOKI
10. Lonely Boy
作詞・作曲：TAISHO
11. 遙かなる鐘
作詞：TAISHO　作曲：NAOKI